# El ratoncillo ignorante
El ratoncillo ignorante es un poema corto, también fábula, escrito para los niños por el autor mexicano José Rosas Moreno. Su simpleza, moraleja, y herencia generacional son características que llevan a considerarlo como parte de la tradición oral de México, puesto que muchas personas lo aprendieron de sus ancestros y lo pasaron a sus hijos.
En él, se relata la historia de un ratoncillo pequeño que, a la falta de "malicia", que también se interpreta como astucia o audacia en este caso, cae en la trampa de un gato fuera de su agujero que lo tienta con dulces y cariño, sólo para comérselo después. Aunque para algunos suena absurdo, se le puede comprender con un sentido socio-psicológico, ya que en él se expresa un dilema que hoy en día y a través de la historia ha padecido la humanidad.